# Linkslibertarismus
Als Linkslibertarismus oder auch Sozialer Libertarismus wird eine politische Strömung bezeichnet, die Libertarismus und Elemente sozialer Politik verbindet. Sie beschreibt den linken bzw. sozialen Flügel der libertären Bewegung. Die individuelle Freiheit als Haupttriebfeder des Libertarismus wird um soziale Aspekte ergänzt.
Vertreter des Linkslibertarismus streben wie die des Rechtslibertarismus einen schlanken Staat an und möchten den staatlichen Einfluss auf die individuelle Lebensführung minimieren. Sie legen jedoch einen größeren Wert auf soziale Gerechtigkeit – beispielsweise in Bezug auf die staatliche Grundversorgung – als der Rechtslibertarismus.
Der Unterschied zum Linksliberalismus besteht darin, dass er einen schlankeren Staat fordert und weniger staatliche Einflüsse auf die individuelle Lebensführung akzeptiert als dies beim Linksliberalismus der Fall ist (siehe hierzu auch Libertarismus vs. Liberalismus).

## Entwicklung
Aus der US-amerikanischen libertären Tradition heraus, hat sich eine Richtung entwickelt, die den Libertarismus als linke Philosophie versteht und Potenzial für eine breitere Unterstützung des Libertarismus in der traditionellen Linken sieht. Zu den Vertretern eines linken Libertarismus gehören etwa Hillel Steiner, Peter Vallentyne und Michael Otsuka. Diese linkslibertäre Diskussion knüpft sowohl an die liberale Tradition als auch an anarchistische Positionen an. Ein Unterschied zum Anarchismus besteht darin, dass Linkslibertäre nicht für eine Abschaffung des Eigentums eintreten, sondern für eine gerechtere Verteilung der natürlichen Ressourcen.
Linkslibertäre Mutualisten wie Kevin Carson verstehen sich ebenfalls als Gegner von gelenkten Volkswirtschaften und machen sich für die freie Marktwirtschaft als Mittel gegen das Zusammenwirken von großen Unternehmen und Regierungen stark. Chris Sciabarra entwickelt einen dialektischen Libertarismus und wendet sich gegen den Paläolibertarismus, da eine libertäre Wirtschaftsordnung nicht mit einer konservativen Gesellschaftspolitik zu vereinbaren sei.
Der Linkslibertarismus hat sich aus dem Georgismus, dem Mutualismus und individualanarchistischen Strömungen entwickelt und strebt eine Kombination aus Selbsteigentum und gerechter Verteilung von Ressourcen an. Hierbei wird der Gemeinschaft, zumindest im Vorfeld, ein gemeinsames Recht an natürlichen Ressourcen eingeräumt. Derjenige Besitzer müsse eine Zahlung an die Gemeinschaft verrichten.